# Козлянур
 Козлянур  — деревня в Шарангском районе Нижегородской области в составе  Кушнурского сельсовета .

## География
Расположена на расстоянии примерно 17 км на юго-восток от районного центра посёлка Шаранга.

## История
Известна с 1748 года как деревня с населением 10 душ мужского пола из черемис новокрещёных, в 1802 году 30 таких душ и 11 дворов. В 1873 году дворов 16 и жителей 175, в 1905 66 и 356, в 1926 87 и 414, в 1950 64 и 200.

## Население
Постоянное население составляло 173 человека (мари 91%) в 2002 году, 140 в 2010.